# Рябчик малий
{{#ifeq:0|0|{{#if:|{{#if:Fritillariameleagroides|[[]}}|}}}}
Ря́бчик мали́й (Fritillaria meleagroides) — багаторічна рослина родини лілійних. Вид занесений до Червоної книги України у статусі «Вразливий». Декоративна культура.

## Назва
Латинська назва meleagroides вказує на зовнішню схожість цих рослин з рябчиком шаховим (Fritillaria meleagris). Хоча окремі особини рябчика малого можуть сягати значної висоти, в популяціях кількісно переважають рослини невеликого розміру, що відображено в українській видовій назві.

## Опис

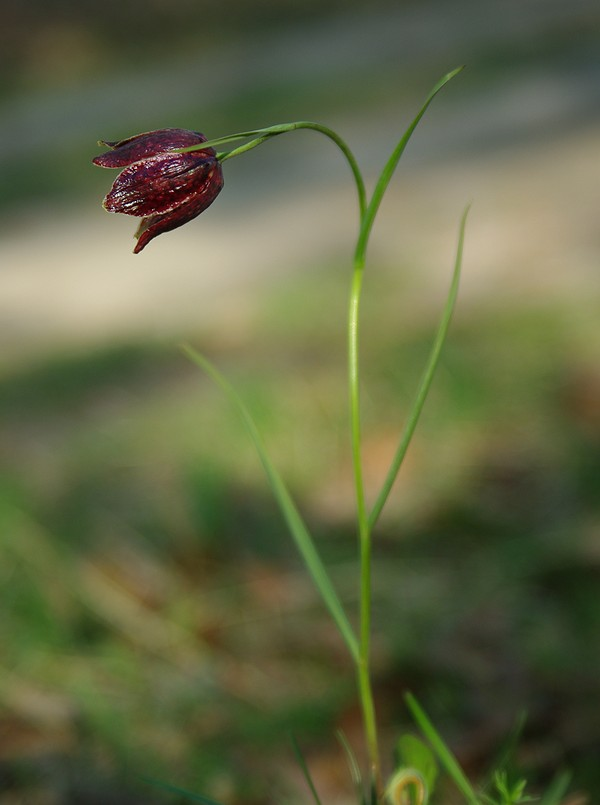
Вигляд квітки збоку

Трав'яниста рослина 20-70 см заввишки, цибулинний геофіт, за тривалістю вегетації класифікується як ефемероїд або геміефемероїд. Бульбоцибулина завширшки 1-2 см, яйцеподібно-куляста, біла з бурими плівчастими оболонками, щороку змінюється. Стебло прямостояче, голе, гладке, вкрите 3-8 спірально розташованими листками. Вони вузьколінійні, жолобчасті, загострені, біля основи напівстеблеосяжні, спрямовані вверх, завдовжки 5-15 см, завширшки 1-7 мм.
Квітки 25-35 мм завдовжки, верхівкові, похилені, дзвоникуваті, зазвичай поодинокі. Зовнішні листочки оцвітини довгасті або довгасто-еліптичні, внутрішні — довгастообернено-яйцеподібні, їх довжина сягає 2-3,5 см, ширина — 7-12 мм. Зовні вони брудно-пурпурові, іноді здаються майже чорними, всередині — жовтувато-зеленкуваті з темними плямами, що утворюють невиразний шаховий малюнок. Тичинок 6, вони майже вдвічі коротші за оцвітину.
Плід — видовжено-оберненояйцеподібна коробочка з гострою верхівкою і трьома тупими гранями, її довжина сягає 2,5 см, а ширина — 1,5 см.

## Екологія
Рослина світлолюбна, помірно вологолюбна, чутлива до нетривалих посух, віддає перевагу плодючим суглинкам, в тому числі і солонцюватим, також може рости на піщаних ґрунтах. Типовими екотопами цього виду є вологі луки у заплавах річок, рідше — степові поди, річкові тераси, берега степових лиманів та схили балок. Деінде рябчик малий може зростати на узліссях заплавних лісів.
Тривалість вегетації становить в середньому 156—164 доби. Розмножується насінням та вегетативно відокремленням дочірніх цибулинок. Цвітіння відбувається у квітні-травні, запилення відбувається за допомогою мух та бджіл. Плодоносить у червні-липні. Стигле насіння вивільняється з плодів при поривах вітру, які розгойдують коробочки, далі насіння розповсюджується потоками води і повітря.
Спостереження у культурі показали, що перше цвітіння рябчика малого відбувається у віці 5-6 років і надалі повторюється щорічно до 10-15 років. Після цього частина лусок старих особин формує дочірні цибулинки, які зацвітають у віці 2-3 років.

## Поширення
Ареал рябчика малого простягається від Східної Європи (зокрема, Болгарії, України) до Середньої Азії, Алтайських гір, Західного Сибіру та північно-західного Китаю. В Україні найбільш численні скупчення трапляються у лівобережному степу, а в степовій і лісостеповій зонах Правобережжя знаходять лише поодинокі особини. Найзахідніше місцезростання виявлено у Закарпатті, хоча ця знахідка видається сумнівною. Східні українські популяції під час цвітіння домінують у трав'яному покрові, утворюючи темно-червоний аспект.

## Значення і статус виду

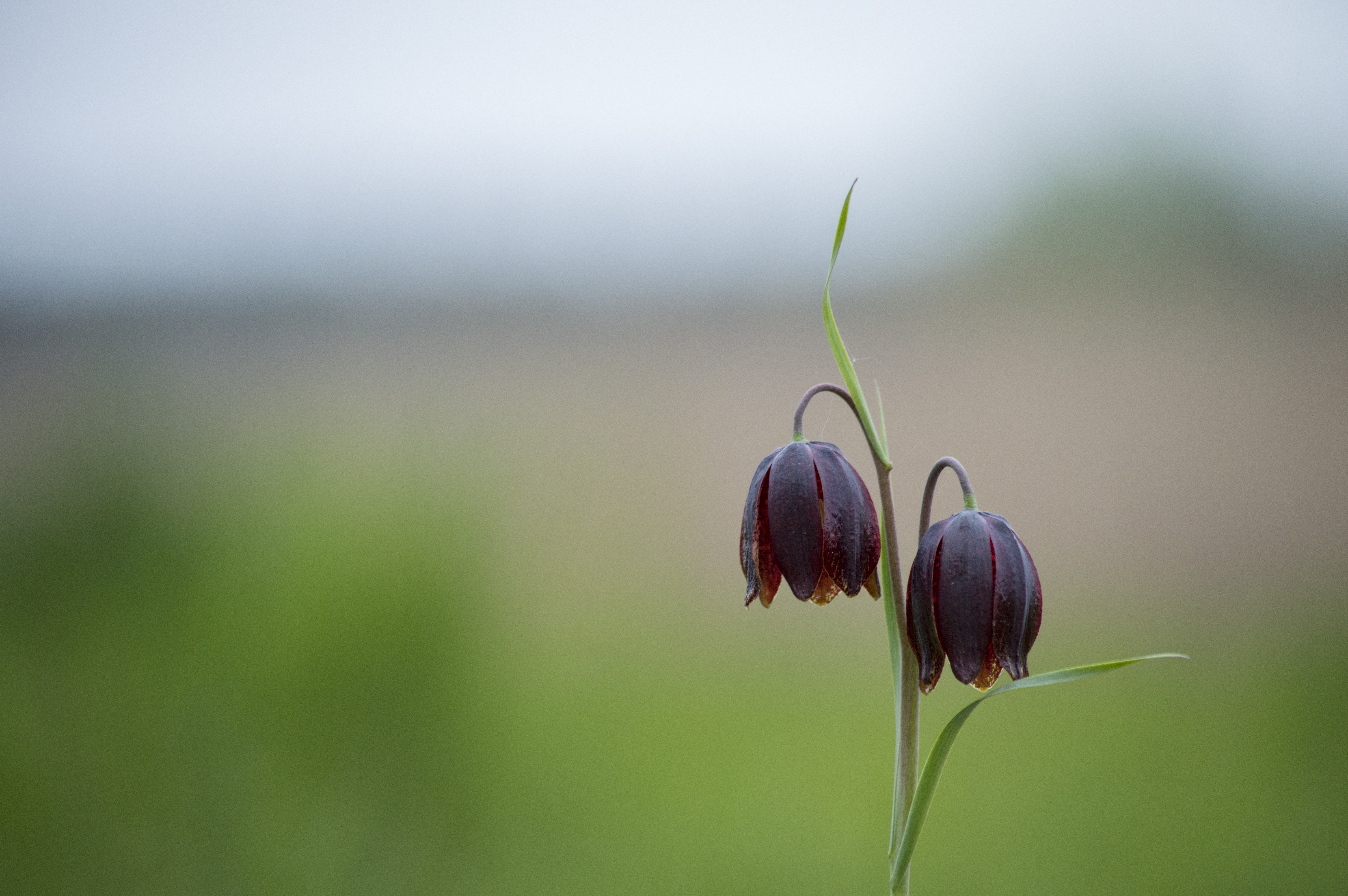
Рябчик малий у ботанічному заказнику Байрак (Ізюмський район Харківської області)

Рослина потерпає від збирання квітів для букетів, викопування цибулин, розорювання і осушування луків, витоптування худобою. Водночас на стан найбільших за площею популяцій в Новоайдарському районі Луганській області збір квітів практично не впливає, тому що кожна з них налічує по кілька мільйонів особин. Рябчик малий охороняється в Луганському природному заповіднику, Національному природному парку «Святі Гори», біосферному заповіднику «Асканія-Нова», вирощується у ботанічних садах Києва і Донецька. За межами України охороняється лише в Росії, де занесений до Червоних книг декількох суб'єктів федерації.
Хоча вид недостатньо відомий широкому загалу садівників за своїми декоративними якостями він мало поступається рябчику шаховому. Слід зазначити, що рябчик малий не поїдається худобою, оскільки він отруйний для корів.

## Систематика

### Підвиди
- Fritillaria meleagroides var. flavovirens X.Z.Duan & X.J.Zheng
- Fritillaria meleagroides var. plena X.Z.Duan & X.J.Zheng
- Fritillaria meleagroides var. rhodantha X.Z.Duan & X.J.Zheng[1]

### Синоніми
- Fritillaria longifolia Steven ex Ledeb.
- Fritillaria pyrenaica Georgi